# Centropyge flavipectoralis
Centropyge flavipectoralis là một loài cá biển thuộc chi Centropyge trong họ Cá bướm gai. Loài này được mô tả lần đầu tiên vào năm 1977.

## Từ nguyên
Từ định danh của loài được ghép bởi hai từ trong tiếng Latinh: flavus ("màu vàng") và pectoralis ("thuộc vùng ngực"), hàm ý đề cập đến màu vàng tươi nổi bật của vây ngực.

## Phạm vi phân bố và môi trường sống
C. flavipectoralis được biết đến tại Sri Lanka, Maldives và đảo Sumatra (Indonesia); không rõ loài này có mặt ở quần đảo Andaman hay không. C. flavipectoralis sống tập trung gần các rạn san hô và những khu vực có nền đáy là san hô vụn, độ sâu khoảng từ 3 đến 20 m.

## Mô tả
C. flavipectoralis có chiều dài cơ thể tối đa được biết đến là 10 cm. Cơ thể của C. flavipectoralis có màu nâu sẫm, gần như đen, hai bên thân có các vệt sọc màu xanh lam thẫm. Vây lưng, vây hậu môn và vây đuôi có màu xanh tím, có dải viền màu xanh óng ở rìa. Vây ngực có màu vàng tươi nổi bật, đối lập với màu nền sẫm nâu. Vây bụng màu nâu. Trên nắp mang có một đốm màu xanh đen.
Số gai ở vây lưng: 14–15; Số tia vây ở vây lưng: 14–15; Số gai ở vây hậu môn: 3; Số tia vây ở vây hậu môn: 16–18.

## Sinh thái học
Thức ăn chủ yếu của C. flavipectoralis là tảo. Chúng thường sống theo từng nhóm nhỏ, nhưng những cá thể sống đơn độc cũng đã được nhìn thấy.

## Thương mại
C. flavipectoralis ít khi được thu thập cho việc buôn bán cá cảnh.